# Utrecht Canal Pride

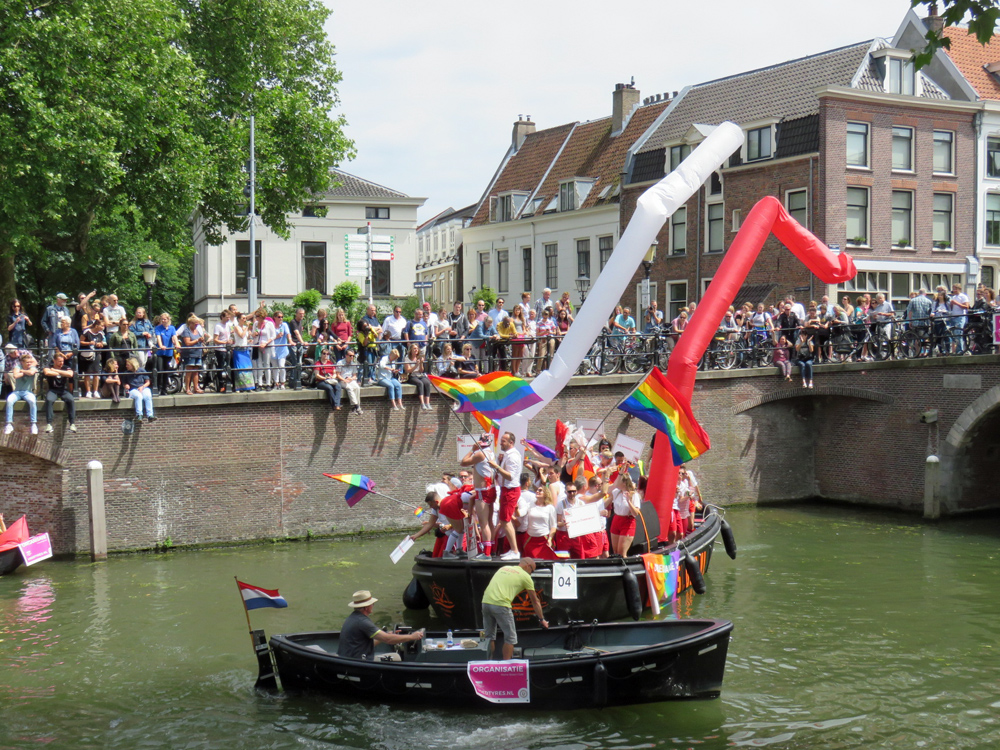
Impressie van de eerste Utrecht Canal Pride op 17 juni 2017

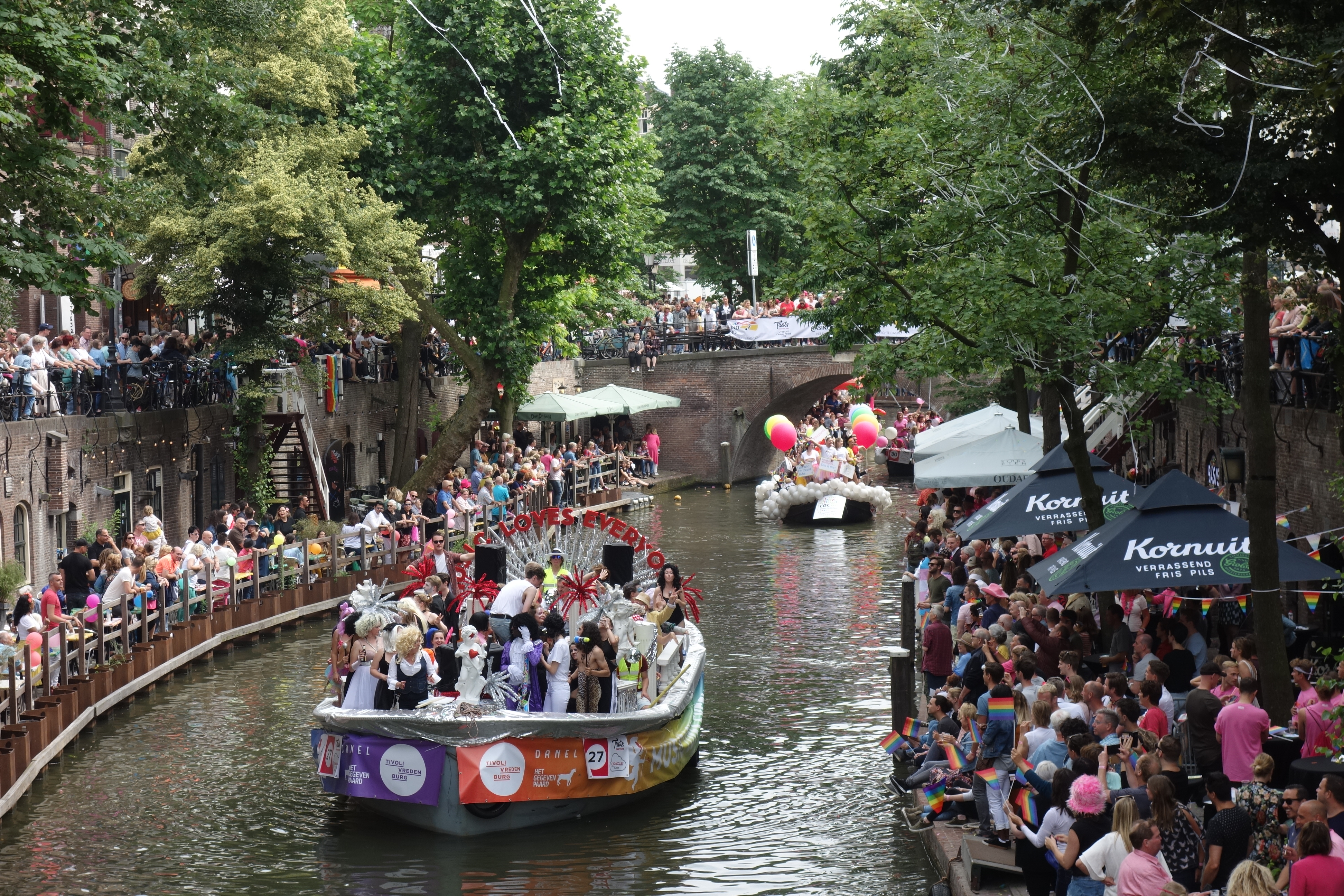
Boten tijdens de tweede Utrecht Canal Pride op 16 juni 2018

De Utrecht Canal Pride is een feestelijk lhbt-evenement dat sinds 2017 in de stad Utrecht gehouden wordt. Het vindt jaarlijks in de maand juni plaats en omvat een botenparade over de Oudegracht met aansluitend enkele straatfeesten in de Utrechtse binnenstad.

## Ontwikkeling
De Utrecht Canal Pride werd voor het eerst gehouden op 17 juni 2017 en was toen tevens de start van het jaarlijkse Midzomergracht festival. De Pride was een initiatief van de uitbater van homocafé Kalff, nadat zijn boot na vier jaar niet meer met de Canal Parade van de Amsterdam Gay Pride kon meedoen. Daarop besloot hij in Utrecht een eigen botenparade zonder commerciële deelnemers te organiseren. Deze eerste Utrechtse parade bestond uit 25 boten trok zo'n 20.000 bezoekers.
Na het succes van de eerste Utrecht Canal Pride, vond het evenement op 16 juni 2018 voor de tweede maal plaats. Deze keer deden 41 boten mee, voorafgegaan door een groep kano's zodat ook kleine organisaties konden meedoen. Een primeur was een boot met intersekse personen. Daarnaast waren onder andere polyamorie en de vroegere homodisco De Roze Wolk vertegenwoordigd. Na afloop waren er straatfeesten op vier locaties in de binnenstad.
Op 1 juni 2019 was de derde editie van de Utrecht Canal Pride, deze keer voor het eerst als zelfstandig evenement, los van het Midzomergracht festival dat later die maand gehouden werd. Aan de parade deden 48 boten mee, die door enkele tienduizenden bezoekers bekeken werden.
De vierde editie van de Utrecht Canal Pride zou plaatsvinden op 6 juni 2020. Vanwege de coronapandemie werd op 19 maart besloten de voorbereidingen voor het festival stop te zetten en de editie in 2020 af te gelasten.
In november 2022 won de Utrecht Pride de Annie Brouwer-Korfprijs van het Midzomergrachtfestival.